# Hetaerina proxima
Hetaerina proxima är en trollsländeart som beskrevs av Selys 1853. Hetaerina proxima ingår i släktet Hetaerina och familjen jungfrusländor. Inga underarter finns listade i Catalogue of Life.